# Cold (Joshua e Shablo)
Cold è un singolo del cantautore italiano Joshua e del produttore discografico italo-argentino Shablo, pubblicato il 6 giugno 2024.

## Descrizione
Il brano, scritto dallo stesso Joshua con Ernesto Conocchia, è prodotto dallo stesso Shablo con Vincenzo Luca Faraone.

## Video musicale
Il video musicale, diretto da Alexander Coppola e Tia Silvestrini, è stato pubblicato in concomitanza all'uscita del brano attraverso il canale YouTube di Joshua.

## Tracce
Testi di Joshua Bale ed Ernesto Conocchia, musiche di Pablo Miguel Lombroni Capalbo, Ernesto Conocchia e Vincenzo Luca Faraone.
1. Cold – 1:29